# 雄戈羅伊
雄戈羅伊（英語：Chongorói）是個位於安哥拉西部的城鎮，由本吉拉省負責管轄，面積6,151平方公里，海拔高度640米，2011年82,000人口，人口密度每平方公里13人。
1914年，该地隶属于葡萄牙殖民统治。1975年至2002年，安哥拉内战期间，该地区成为双方反复争夺与冲突的战场。1997年10月，当地爆发了严重袭击事件，并造成五人死亡。2002年，内战结束后，安哥拉进行国家重建计划，当地在150个地区修建饮用水供应站，并在该区分配卫生站与学校。